# Hinely-Nunatak
Der Hinely-Nunatak ist ein kleiner, 1450 m hoher und weitgehend isolierter Nunatak im westantarktischen Ellsworthland. Er ragt 1,5 km nordwestlich des Graser-Nunatak und 26 km östlich der Sky-Hi-Nunatakker auf.
Das Advisory Committee on Antarctic Names benannte ihn 1987 nach John A. Hinely Jr. (* 1945), Kartograph des United States Geological Survey, der im antarktischen Winter 1976 an Satellitenvermessungen auf der Amundsen-Scott-Südpolstation beteiligt war.